# Donald L. Shell
Donald Lewis Shell (* 1. März 1924 in Croswell, Michigan; † 2. November 2015 in Asheville, North Carolina) war ein US-amerikanischer Ingenieur und Informatiker. Seine bekannteste Leistung ist das von ihm vorgeschlagene Sortierverfahren Shellsort.

## Leben
Nach einer schnell durchlaufenen Schullaufbahn ging er an die Michigan Technological University, wo er einen Bachelor of Science in Civil Engineering erhielt. Anschließend arbeitete er als Ingenieur während des Zweiten Weltkrieges in der Armee auf den Philippinen.
Zurück in den Vereinigten Staaten heiratete er Alice McCullough aus Lima, Ohio und unterrichtete Mathematik an seiner Hochschule Michigan Technological University.
Einige Jahre später wechselte er zu General Electric nach Cincinnati, Ohio. Gleichzeitig erwarb er 1951 seinen Masters degree in Mathematik an der University of Cincinnati.
Während dieser Zeit entstand auch der Algorithmus, der heute seinen Namen trägt, Shellsort, und der 1959 veröffentlicht wurde.
Shell zog nach Schenectady, New York um, wo er als Manager of Engineering immer noch bei GE arbeitete. Seine Abteilung wurde später als Information Services Department bekannt. Hier entstand der erste kommerzielle Versuch, Rechner so zu vernetzen, wie es später im Client-Server-Modell beschrieben wurde.
Zusammen mit John Kemeny und Tom Kurtz war er an der Entwicklung eines Time-Sharing-Systems beteiligt.
Zusammen mit Ralph Mosher gründete er 1972 eine eigene Firma mit dem Namen Robotics Inc. Er leitete das Unternehmen als General Manager und Chief Software Engineer. Innerhalb von vier Jahren hatte das Unternehmen Erfolg mit der Produktion von Robotern für Industrieproduktionslinien.
Nach vier Jahren wurde das Unternehmen verkauft und Dr. Shell kehrte zur General Electric Information Services Corporation zurück.
Er war seit 1984 im Ruhestand und lebte bis zuletzt in North Carolina. Seine Zeit verbrachte er mit kirchlichen Aktivitäten und in der Mission. Für missionarische Organisationen entwickelte er auch noch Software. Am 2. November 2015 starb Donald Lewis Shell im Alter von 91 Jahren in Asheville, North Carolina.